# 18e étape du Tour de France 1997
Pour un article plus général, voir Tour de France 1997.
La dix-huitième étape du Tour de France 1997 s'est déroulée le 24 juillet 1997 entre Colmar et Montbéliard sur un parcours de 175,5 km. 
Cette étape est remportée par le Français Didier Rous.

## Classement de l'étape
| \| Classement de l'étape \| Classement de l'étape \| Classement de l'étape \| Classement de l'étape \| Classement de l'étape \| \| Coureur \| Coureur \| Pays \| Équipe \| Temps \| \| --------------------- \| --------------------- \| --------------------- \| ------------------------------- \| --------------------- \| \| 1er \| Didier Rous \| France \| Festina-Lotus \| 4 h 24 min 48 s \| \| 2e \| Pascal Hervé \| France \| Festina-Lotus \| + 5 min 09 s \| \| 3e \| Bobby Julich \| États-Unis \| Cofidis-Le Crédit par Téléphone \| + 5 min 10 s \| \| 4e \| Laurent Roux \| France \| TVM-Farm Frites \| + 5 min 10 s \| \| 5e \| Ángel Casero \| Espagne \| Banesto \| + 5 min 10 s \| \| 6e \| Jean-Cyril Robin \| France \| US Postal Service \| + 5 min 10 s \| \| 7e \| Laurent Dufaux \| Suisse \| Festina-Lotus \| + 5 min 12 s \| \| 8e \| Daniele Nardello \| Italie \| Mapei-GB \| + 5 min 14 s \| \| 9e \| Manuel Beltrán \| Espagne \| Banesto \| + 5 min 14 s \| \| 10e \| Laurent Madouas \| France \| Lotto-Isoglass \| + 5 min 16 s \| |                  |            |                                 |                 |
| |                  |            |                                 |                 |
| |                  |            |                                 |                 |
| Classement de l'étape |                  |            |                                 |                 |
| Coureur | Coureur          | Pays       | Équipe                          | Temps           |
| 1er | Didier Rous      | France     | Festina-Lotus                   | 4 h 24 min 48 s |
| 2e | Pascal Hervé     | France     | Festina-Lotus                   | + 5 min 09 s    |
| 3e | Bobby Julich     | États-Unis | Cofidis-Le Crédit par Téléphone | + 5 min 10 s    |
| 4e | Laurent Roux     | France     | TVM-Farm Frites                 | + 5 min 10 s    |
| 5e | Ángel Casero     | Espagne    | Banesto                         | + 5 min 10 s    |
| 6e | Jean-Cyril Robin | France     | US Postal Service               | + 5 min 10 s    |
| 7e | Laurent Dufaux   | Suisse     | Festina-Lotus                   | + 5 min 12 s    |
| 8e | Daniele Nardello | Italie     | Mapei-GB                        | + 5 min 14 s    |
| 9e | Manuel Beltrán   | Espagne    | Banesto                         | + 5 min 14 s    |
| 10e | Laurent Madouas  | France     | Lotto-Isoglass                  | + 5 min 16 s    |

## Classement général
À la suite de cette étape de transition, pas de changement au classement général. Arrivé au sein du peloton, l'Allemand Jan Ullrich (Deutsche Telekom) conserve son maillot jaune de leader devant le Français Richard Virenque (Festina-Lotus) avec toujours un peu plus de six minutes d'avance et un peu plus de dix minutes sur Marco Pantani (Mercatone Uno) troisième.
| \| Classement général \| Classement général \| Classement général \| Classement général \| Classement général \| \| Coureur \| Coureur \| Pays \| Équipe \| Temps \| \| ------------------ \| -------------------- \| ------------------ \| ---------------------------- \| ------------------ \| \| 1er \| Jan Ullrich \| Allemagne \| Deutsche Telekom \| 93 h 58 min 03 s \| \| 2e \| Richard Virenque \| France \| Festina-Lotus \| + 6 min 22 s \| \| 3e \| Marco Pantani \| Italie \| Mercatone Uno \| + 10 min 13 s \| \| 4e \| Fernando Escartín \| Espagne \| Kelme-Costa Blanca-Eurosport \| + 16 min 05 s \| \| 5e \| Abraham Olano \| Espagne \| Banesto \| + 16 min 40 s \| \| 6e \| Francesco Casagrande \| Italie \| Saeco-Estro \| + 17 min 14 s \| \| 7e \| Bjarne Riis \| Danemark \| Deutsche Telekom \| + 17 min 47 s \| \| 8e \| José María Jiménez \| Espagne \| Banesto \| + 23 min 42 s \| \| 9e \| Roberto Conti \| Italie \| Mercatone Uno \| + 28 min 20 s \| \| 10e \| Laurent Dufaux \| Suisse \| Festina-Lotus \| + 29 min 29 s \| |                      |           |                              |                  |
| |                      |           |                              |                  |
| |                      |           |                              |                  |
| Classement général |                      |           |                              |                  |
| Coureur | Coureur              | Pays      | Équipe                       | Temps            |
| 1er | Jan Ullrich          | Allemagne | Deutsche Telekom             | 93 h 58 min 03 s |
| 2e | Richard Virenque     | France    | Festina-Lotus                | + 6 min 22 s     |
| 3e | Marco Pantani        | Italie    | Mercatone Uno                | + 10 min 13 s    |
| 4e | Fernando Escartín    | Espagne   | Kelme-Costa Blanca-Eurosport | + 16 min 05 s    |
| 5e | Abraham Olano        | Espagne   | Banesto                      | + 16 min 40 s    |
| 6e | Francesco Casagrande | Italie    | Saeco-Estro                  | + 17 min 14 s    |
| 7e | Bjarne Riis          | Danemark  | Deutsche Telekom             | + 17 min 47 s    |
| 8e | José María Jiménez   | Espagne   | Banesto                      | + 23 min 42 s    |
| 9e | Roberto Conti        | Italie    | Mercatone Uno                | + 28 min 20 s    |
| 10e | Laurent Dufaux       | Suisse    | Festina-Lotus                | + 29 min 29 s    |

## Classements annexes
| Classement par points | Classement par points | Classement par points | Classement par points | Classement par points |
| Coureur               | Coureur               | Pays                  | Équipe                | Points                |
| --------------------- | --------------------- | --------------------- | --------------------- | --------------------- |
| 1er                   | Erik Zabel            | Allemagne             | Deutsche Telekom      | 314 pts               |
| 2e                    | Frédéric Moncassin    | France                | Gan                   | 208 pts               |
| 3e                    | Jeroen Blijlevens     | Pays-Bas              | TVM-Farm Frites       | 168 pts               |
| 4e                    | Richard Virenque      | France                | Festina-Lotus         | 149 pts               |
| 5e                    | Mario Traversoni      | Italie                | Mercatone Uno         | 142 pts               |

| Classement par points | Classement par points | Classement par points | Classement par points | Classement par points |
| Coureur               | Coureur               | Pays                  | Équipe                | Points                |
| --------------------- | --------------------- | --------------------- | --------------------- | --------------------- |
| 1er                   | Erik Zabel            | Allemagne             | Deutsche Telekom      | 314 pts               |
| 2e                    | Frédéric Moncassin    | France                | Gan                   | 208 pts               |
| 3e                    | Jeroen Blijlevens     | Pays-Bas              | TVM-Farm Frites       | 168 pts               |
| 4e                    | Richard Virenque      | France                | Festina-Lotus         | 149 pts               |
| 5e                    | Mario Traversoni      | Italie                | Mercatone Uno         | 142 pts               |

| Classement de la montagne | Classement de la montagne | Classement de la montagne | Classement de la montagne | Classement de la montagne |
| Coureur                   | Coureur                   | Pays                      | Équipe                    | Points                    |
| ------------------------- | ------------------------- | ------------------------- | ------------------------- | ------------------------- |
| 1er                       | Richard Virenque          | France                    | Festina-Lotus             | 574 pts                   |
| 2e                        | Jan Ullrich               | Allemagne                 | Deutsche Telekom          | 328 pts                   |
| 3e                        | Francesco Casagrande      | Italie                    | Saeco-Estro               | 309 pts                   |
| 4e                        | Marco Pantani             | Italie                    | Mercatone Uno             | 269 pts                   |
| 5e                        | Laurent Brochard          | France                    | Festina-Lotus             | 238 pts                   |

| Classement de la montagne | Classement de la montagne | Classement de la montagne | Classement de la montagne | Classement de la montagne |
| Coureur                   | Coureur                   | Pays                      | Équipe                    | Points                    |
| ------------------------- | ------------------------- | ------------------------- | ------------------------- | ------------------------- |
| 1er                       | Richard Virenque          | France                    | Festina-Lotus             | 574 pts                   |
| 2e                        | Jan Ullrich               | Allemagne                 | Deutsche Telekom          | 328 pts                   |
| 3e                        | Francesco Casagrande      | Italie                    | Saeco-Estro               | 309 pts                   |
| 4e                        | Marco Pantani             | Italie                    | Mercatone Uno             | 269 pts                   |
| 5e                        | Laurent Brochard          | France                    | Festina-Lotus             | 238 pts                   |

| Classement du meilleur jeune | Classement du meilleur jeune | Classement du meilleur jeune | Classement du meilleur jeune | Classement du meilleur jeune |
| Coureur                      | Coureur                      | Pays                         | Équipe                       | Temps                        |
| ---------------------------- | ---------------------------- | ---------------------------- | ---------------------------- | ---------------------------- |
| 1er                          | Jan Ullrich                  | Allemagne                    | Deutsche Telekom             | 93 h 58 min 03 s             |
| 2e                           | Peter Luttenberger           | Autriche                     | Rabobank                     | + 38 min 16 s                |
| 3e                           | Michael Boogerd              | Pays-Bas                     | Rabobank                     | + 55 min 11 s                |
| 4e                           | Daniele Nardello             | Italie                       | Mapei-GB                     | + 56 min 24 s                |
| 5e                           | Laurent Roux                 | France                       | TVM-Farm Frites              | + 1 h 09 min 48 s            |

| Classement du meilleur jeune | Classement du meilleur jeune | Classement du meilleur jeune | Classement du meilleur jeune | Classement du meilleur jeune |
| Coureur                      | Coureur                      | Pays                         | Équipe                       | Temps                        |
| ---------------------------- | ---------------------------- | ---------------------------- | ---------------------------- | ---------------------------- |
| 1er                          | Jan Ullrich                  | Allemagne                    | Deutsche Telekom             | 93 h 58 min 03 s             |
| 2e                           | Peter Luttenberger           | Autriche                     | Rabobank                     | + 38 min 16 s                |
| 3e                           | Michael Boogerd              | Pays-Bas                     | Rabobank                     | + 55 min 11 s                |
| 4e                           | Daniele Nardello             | Italie                       | Mapei-GB                     | + 56 min 24 s                |
| 5e                           | Laurent Roux                 | France                       | TVM-Farm Frites              | + 1 h 09 min 48 s            |

| Classement par équipes | Classement par équipes       | Classement par équipes | Classement par équipes |
| Équipe                 | Équipe                       | Pays                   | Temps                  |
| ---------------------- | ---------------------------- | ---------------------- | ---------------------- |
| 1re                    | Deutsche Telekom             | Allemagne              | 273 h 39 min 04 s      |
| 2e                     | Mercatone Uno                | Italie                 | + 12 min 19 s          |
| 3e                     | Festina-Lotus                | France                 | + 27 min 59 s          |
| 4e                     | Banesto                      | Espagne                | + 42 min 09 s          |
| 5e                     | Kelme-Costa Blanca-Eurosport | Espagne                | + 1 h 52 min 43 s      |

| Classement par équipes | Classement par équipes       | Classement par équipes | Classement par équipes |
| Équipe                 | Équipe                       | Pays                   | Temps                  |
| ---------------------- | ---------------------------- | ---------------------- | ---------------------- |
| 1re                    | Deutsche Telekom             | Allemagne              | 273 h 39 min 04 s      |
| 2e                     | Mercatone Uno                | Italie                 | + 12 min 19 s          |
| 3e                     | Festina-Lotus                | France                 | + 27 min 59 s          |
| 4e                     | Banesto                      | Espagne                | + 42 min 09 s          |
| 5e                     | Kelme-Costa Blanca-Eurosport | Espagne                | + 1 h 52 min 43 s      |